# Boisset-lès-Montrond
Boisset-lès-Montrond is een gemeente in het Franse departement Loire (regio Auvergne-Rhône-Alpes). De plaats maakt deel uit van het arrondissement Montbrison. Boisset-lès-Montrond telde op 1 januari 2022 1.214 inwoners.

## Geografie
De oppervlakte van Boisset-lès-Montrond bedroeg op 1 januari 2022 8,01 vierkante kilometer; de bevolkingsdichtheid was toen 151,6 inwoners per km².

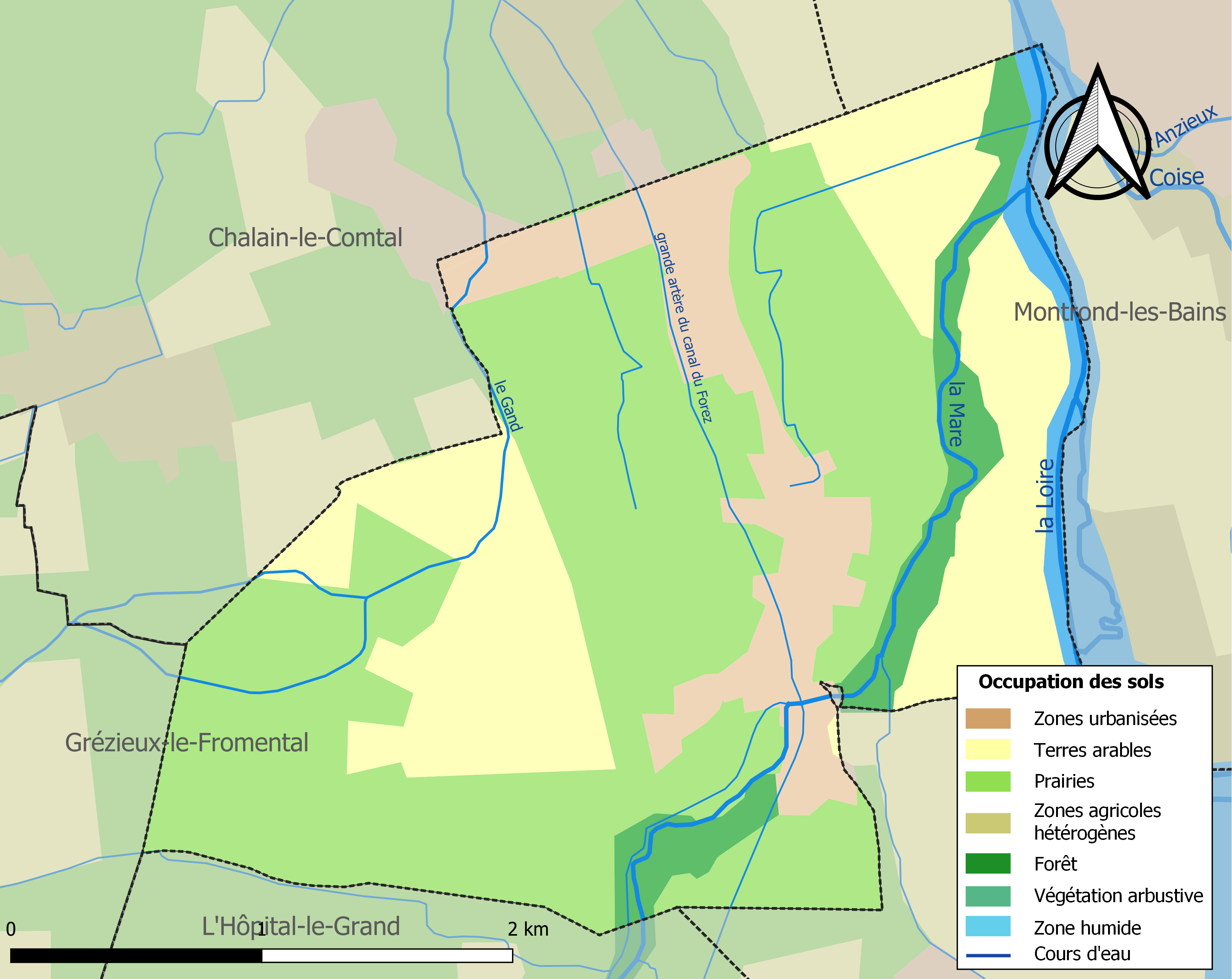
Kaart van de gemeente met de belangrijkste infrastructuur, bodemgebruik en omliggende gemeenten

## Demografie
Onderstaande figuur toont het verloop van het inwonertal (bron: INSEE-tellingen).